# Bernd das Brot (Fernsehserie)
Bernd das Brot ist eine Fernsehserie des KiKA um die namensgebende Figur Bernd das Brot. Das Titellied Wie ein Brot wurde von Dirk Bach gesungen. Wiederholungen liefen bis zum 18. Januar 2013 bei KiKA.

## Entstehung
Die Fernsehserie entstand aus dem Wunsch des KiKA, die bereits etablierte und populäre Figur „Bernd das Brot“ aus kurzen Einspielern und der Nachtschleife in ein eigenständiges Serienformat zu überführen. Ziel war es, die Figur in längere, in sich geschlossene Geschichten einzubinden, die sowohl den typischen trockenen Humor als auch die satirischen Elemente beibehielten. 
Die Umsetzung übernahm die Produktionsfirma bumm film, die bereits zuvor an Inhalten mit Bernd beteiligt war. Die Drehbücher wurden so konzipiert, dass Bernd, widerwillig und oft unfreiwillig, in verschiedene Abenteuer gerät, begleitet von den Nebenfiguren Chili das Schaf und Briegel der Busch. Dabei wurden sowohl Elemente klassischer Kinderserien als auch Anspielungen und ironische Brechungen für ein erwachsenes Publikum integriert.
Gedreht wurde überwiegend in Studio-Kulissen, ergänzt durch Außenaufnahmen. Die Serie wurde in mehreren Staffeln produziert und erzählte in jeder Folge eine abgeschlossene, humorvolle Geschichte, in der Bernds stoische und genervte Grundhaltung als zentrales komödiantisches Element diente.

## Inhalt
In der Serie erbt Bernd das Brot das Haus seines verschollenen Onkels Bornelf Brot in einer gehobenen und spießigen Wohngegend in der Schlossallee. Bernds vermeintliche Freunde Briegel und Chilli ziehen ebenfalls in das Haus ein, nachdem sie Bernd „nett gefragt“ haben. Aufgrund der ausgefallenen Hobbys und Interessen von Chilli und Briegel, vor allem wegen Briegels Erfindungen, haben sie regelmäßig Ärger mit den Nachbarn, vor allem mit der peniblen Frau Dr. Dr. Potzler, die Bernd, Chilli und Briegel nicht leiden kann, weil sie während der Einweihungsparty von Chilli bei einem ihrer Stunts versehentlich mit Sahnetorte beworfen wurde. Ihr Mann Günther, der Spreewälder Gartenzwerge sammelt, ist ihr untergeben und ihre Tochter Anastasia muss ihretwegen vier Stunden täglich Geige üben um sie zur Konzertgeigerin rausbringen zu können. Fast jedes Mal muss Bernd die Konsequenzen für die Aktivitäten von Chilli und Briegel tragen egal ob sie Zeugen von Bernds Unschuld sind oder nicht.
Ein Running Gag ist, dass Chilli und Briegel den Namen von Frau Dr. Dr. Potzler immer falsch aussprechen, der launische Polizist Budimschitsch Bernd regelmäßig mit Strafzetteln überhäuft oder seine Küche damit regelrecht tapeziert, was mit der Zeit alltäglich wurde.

## Episoden

### Staffel 1
- Folge 1: Die Einweihungsparty
- Folge 2: Frisbee
- Folge 3: Zuflucht bei Bernd
- Folge 4: Mein Bad, dein Bad!
- Folge 5: Der Pflanzenschreck
- Folge 6: Brotlose Kunst
- Folge 7: Briegel auf Abwegen
- Folge 8: Der Orgg übernimmt die Kontrolle
- Folge 9: Erdbeben in der Schlossallee
- Folge 10: Das große Versöhnungsessen
- Folge 11: Es ist nicht leicht, ein Brot zu sein
- Folge 12: Der Vertreter
- Folge 13: Bernds geheimer Raum
- Folge 14: Der Einbrecher
- Folge 15: Streit satt
- Folge 16: Gnorkilla aus dem All
- Folge 17: Der Sündenbock
- Folge 18: Chillis Tauchschule
- Folge 19: Die Riesenrübe
- Folge 20: Kampf der Rasenmäher

### Staffel 2
- Folge 21: Der schöne Jaques
- Folge 22: Geheimnisse in der Schlossallee
- Folge 23: Biggi das Brot
- Folge 24: Die Macht der Bilder
- Folge 25: Bastis Bagger
- Folge 26: Hausarrest
- Folge 27: Die Band
- Folge 28: Der lange Arm des Gesetzes
- Folge 29: Minibernd
- Folge 30: Spielschulden
- Folge 31: Besuch aus der Puppenkiste
- Folge 32: Der Rekordversuch
- Folge 33: Die Wette
- Folge 34: Briegel ist krank
- Folge 35: Von welchen, die auszogen
- Folge 36: Der große Hunger
- Folge 37: April, April
- Folge 38: Tipps vom Onkel
- Folge 39: Bernd ohne Bunt
- Folge 40: In den Schuhen der Anderen

### Staffel 3
- Folge 41: Happy Birthday Budimschitsch
- Folge 42: Die Glocke
- Folge 43: Der Besucher
- Folge 44: Brot und Spiele
- Folge 45: Der Kummerkasten
- Folge 46: Der Spieleabend
- Folge 47: Die totale Erinnerung
- Folge 48: Happy Bernd
- Folge 49: Sherlock Briegel
- Folge 50: Nie und nimmer dieses Zimmer
- Folge 51: Schulte kehrt zurück
- Folge 52: Mist mal 3

## Hintergrund
Produziert wurde die Serie von der bumm film GmbH und dem KiKA. Regie führten Tommy Krappweis und Jochen Donauer. Das Drehbuch stammte von Tommy Krappweis, Norman Cöster, Jörg Fischer und Andreas Quetsch. Gastauftritte hatten u. a. Thomas Fritsch als Lord Dingdong, Oliver Wnuk als Gerichtsvollzieher und die Augsburger Puppenkiste.

## Veröffentlichungen
Die Serie wurde mehrfach auf DVD veröffentlicht.
Teile der Serie können ebenfalls in der ARD-Mediathek im Stream abgerufen werden. Die Videos sind seit dem 13. Oktober 2023 verfügbar.